# 3-Headed Shark Attack
3-Headed Shark Attack è un film direct-to-video statunitense del 2015 diretto da Christopher Ray, sequel di 2-Headed Shark Attack.

## Trama
La più grande macchina di morte del mondo diventa ancora più letale. Un grande squalo bianco viene trasformato in un mostro a tre teste a causa delle radiazioni.